# Fondi
Fondi è un comune italiano di 39 984 abitanti della provincia di Latina nel Lazio.

## Geografia fisica

### Territorio

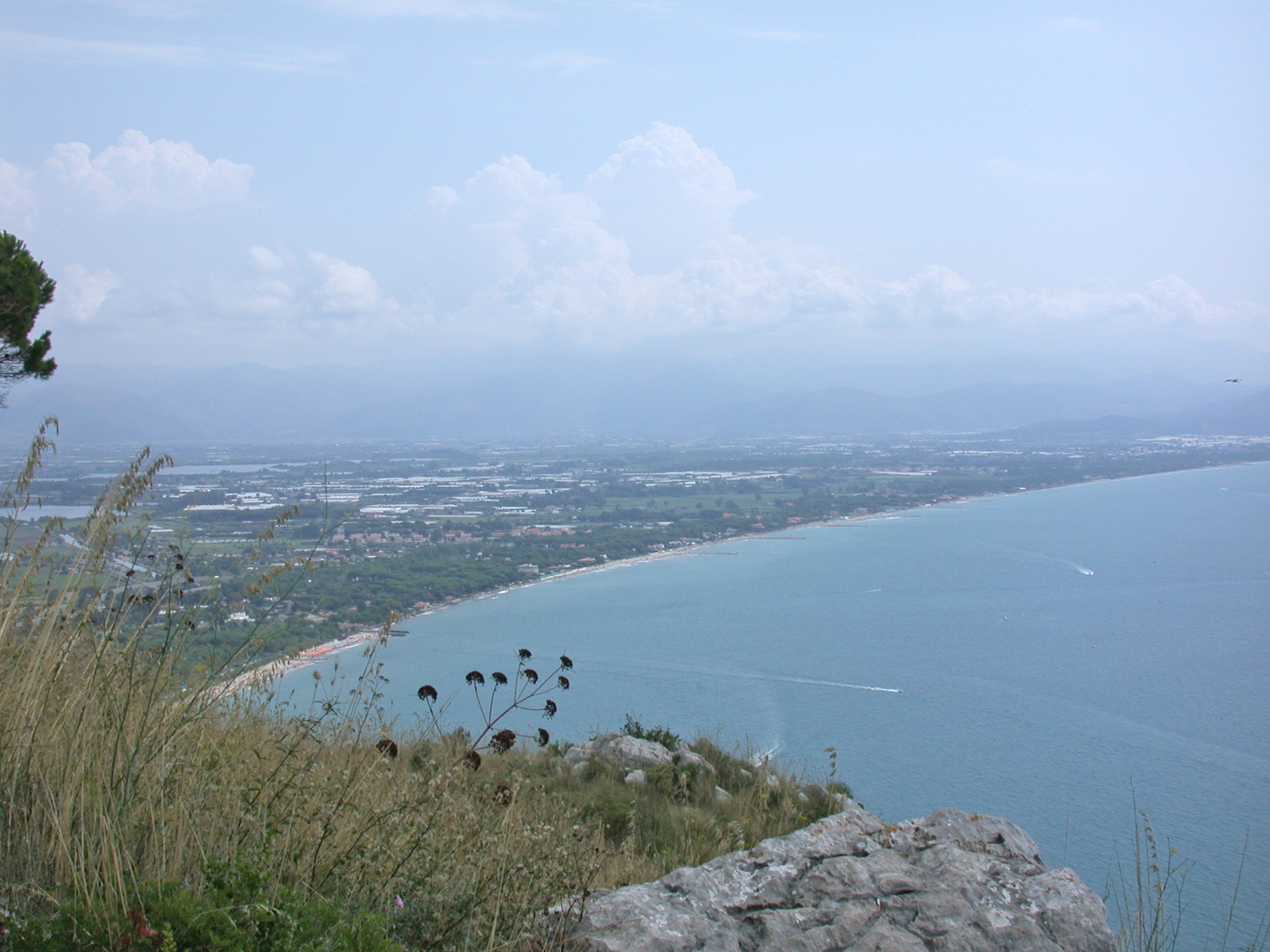
Piana di Fondi, da Terracina

Il nucleo urbano di Fondi è situato nel sud della Provincia di Latina, a circa 60 km a sud di Latina e a metà strada tra Roma e Napoli. L'omonima piana si distende ai piedi dei Monti Ausoni e Aurunci, che la chiudono su tre lati, ed è aperta a sud verso il mar Tirreno. I rilievi circostanti, culminanti nel Monte delle Fate (1.090 m, detto anticamente Tifata, come un monte nei pressi di Capua) e nel monte Calvilli (1.102 m), alimentano le falde idriche della piana, che risulta ricchissima di acqua, come testimonia la presenza di oltre venti sorgenti e tre laghi. Tale abbondanza idrica ha reso necessarie periodiche opere di bonifica, che si conclusero solo nella prima metà del Novecento, per trasformare gradualmente il territorio paludoso in una fertile zona agricola.
Il lago di Fondi (ora compreso nell'area del Parco regionale Monti Ausoni e Lago di Fondi), a forma di arco lunare con superficie di circa 3,8 km², rappresenta un esempio significativo di lago costiero. Infatti, grazie alla comunicazione con il mare tramite due canali, il Sant'Anastasia e il Canneto, le maree vi stabiliscono una costante alternanza di acque dolci e salate. Gli altri due laghi costieri presenti nella piana di Fondi prendono il nome di lago Lungo e lago San Puoto.

### Clima
Il clima fondano è prevalentemente marittimo, con estati calde e afose e inverni freddi e umidi. In questa città, dato che è protetta dai Monti Aurunci e Ausoni, il clima di solito è temperato e raramente ci sono precipitazioni di carattere nevoso.

## Storia

Stemma (non ufficiale) della città di Fondi

### Età antica
Nata, secondo la leggenda, grazie ad Ercole l'eroe greco.In età preromana il territorio di Fondi era abitato dagli Aurunci e successivamente dai Volsci. Di questo periodo abbiamo pochissime informazioni: solo di recente è stato possibile individuare il sito della Fondi preromana, un piccolo insediamento d'altura fortificato con una imponente cinta di mura (in località "Pianara").
Il primo riferimento storico alla città di Fundi risale al IV secolo a.C., quando essa ricevette, insieme a Formia, la cittadinanza romana senza diritto di voto (civitas sine suffragio: nel 338 a.C. secondo Tito Livio, nel 332 secondo Velleio Patercolo).
Pochi anni dopo, nel 330 a.C., l'aristocratico locale Vitruvio Vacco si alleò con Pipernum nella guerra contro il dominio romano, risultando sconfitto.I senatori della città, andando incontro al console Lucio Plauzio Vennone, lo convinsero dell'estraneità della città all'operato di Vacco, anche se il senato di Roma sospettò che si trattasse di un modo per far ricadere le colpe sui cittadini di più bassa estrazione. Vennero giustiziati i capi della rivolta e inviati in catene a Roma 350 uomini che ne avevano preso parte, Fondi rimase una prefettura romana.
L'importanza dell'area accrebbe notevolmente con il passaggio della Via Appia, iniziata dal 312 a.C. per collegare Roma a Capua, conquistata poco prima, e in seguito a Tarentum (III sec. a.C.) e Brundisium (190 a.C.).
Nel 188 a.C. ricevette la piena cittadinanza, passando a un governo retto da tre edili.
In epoca imperiale una parte del suo territorio era entrata a far parte del demanio imperiale, probabilmente a causa dei possedimenti della famiglia di Livia Drusilla, seconda moglie dell'imperatore Augusto e madre di Tiberio, nata a Fondi, come testimoniano un passo dello storico romano Svetonio e alcune epigrafi.
Nelle fonti antiche Fondi è menzionata per un'importante produzione vinicola comprendente il Fundanum e soprattutto il prestigioso Caecubum (da ager caecubum che denominava questa zona da Formia e Terracina) un vino rosso che fu esaltato in poesia da Orazio e Marziale, e descritto come uno dei migliori vini dell'epoca da Plinio il Vecchio.
La città era anche dotata di un anfiteatro situato poco fuori delle mura, a nord della porta che si apriva in direzione di Roma.

### Età medievale

#### Ducato di Fondi
La funzione di Fondi come valido presidio ai confini del territorio romano fu ripresa in epoca medievale, quando la città, sede vescovile almeno dal V secolo e inquadrata in un importante patrimonium della Chiesa di Roma, venne formalmente donata nel 915 da papa Giovanni X all'ipato Giovanni, figlio di Docibile I fondatore del ducato di Gaeta. Per alcuni decenni la città fece parte del ducato gaetano, ma dal 984 fino al 1140 fu centro di un'entità indipendente, il ducato di Fondi, governato da un ramo cadetto dei Docibilidi, la famiglia dei duchi di Gaeta discendenti dall'ipato Docibile I. Da quel momento questa zona, oggi parte del Lazio meridionale, gravitò verso il Sud e nel 1130 fu annessa dai Normanni al Regnum Siciliae, poi Regno di Napoli, divenendo un'area di confine con lo Stato Pontificio fino all'Unità d'Italia.

#### Contea di Fondi
La contea di Fondi fu un'entità politica del Regno di Sicilia, creata intorno al 1142 dai Normanni, che la concessero alla famiglia Dell'Aquila, di origine normanna. Passò quindi per matrimonio (1299) ai Caetani, che ne fecero per circa due secoli la capitale dei loro feudi napoletani e l'arricchirono di monumenti e opere d'arte di grande pregio artistico. Nel 1378 Onorato I Caetani (1336-1400) ospitò nel suo palazzo di Fondi il conclave che elesse l'antipapa Clemente VII, in opposizione al legittimo pontefice Urbano VI (Scisma d'Occidente). Il saccheggio da parte dei turchi, guidati nel 1534 da Khayr al-Din detto il Barbarossa, provocò il declino della città.

### Età moderna
Agli inizi del Seicento un'epidemia di malaria, alimentata dall'estendersi delle aree paludose, colpì la zona riducendo in poco tempo la popolazione di Fondi da circa 2 000 unità a sole 332 persone e trasformando le campagne in lande deserte.
Fondi faceva parte della provincia di Terra di Lavoro del Regno di Napoli (poi Regno delle Due Sicilie), al confine con lo Stato Pontificio, dal 1806 e fino al 1861 fu capoluogo di Circondario nell'ambito del distretto di Gaeta.
Nel 1861 Fondi fu annessa al Regno di Sardegna (e poi Regno d'Italia). Pur dopo la soppressione del distretto di Gaeta, Fondi continuò a far parte del territorio della provincia di Terra di Lavoro come capoluogo di mandamento nell'ambito del circondario di Gaeta.
Nel 1927 il regime fascista, nell'ambito del riordino amministrativo che portò alla creazione delle regioni Lazio e Campania, soppresse la provincia di Terra di Lavoro, assegnando Fondi e la gran parte del circondario di Gaeta alla provincia di Frosinone, poi a quella di Roma.
Dal 1926 al 1937 il territorio fu interessato da imponenti lavori per debellare la malaria.
Nel 1934 fu istituita la provincia di Littoria, con capoluogo Littoria (oggi Latina), città simbolo delle bonifiche fasciste. La nuova provincia fu creata unendo all'Agro Pontino vero e proprio i territori di alcuni comuni campani della provincia di Caserta: Fondi, Monte San Biagio, Lenola, Campodimele, Itri, Sperlonga, Formia, Gaeta, Santi Cosma e Damiano, Minturno e Castelforte.
Tra il settembre 1943 e il maggio 1944 la città a causa dell'occupazione tedesca, in quanto terminale della Linea Gustav, fu oggetto di 59 bombardamenti che causarono la morte di 750 civili , di tre aviatori americani e un numero imprecisato di soldati tedeschi.
Il 18 maggio del 1944, e per le successive 50 ore, le truppe Francesi - Marocchine, a Fondi come in altri centri del basso Lazio, si resero colpevoli di migliaia di episodi di violenza sessuale e violenza fisica di massa, ai danni di migliaia di individui di tutte le età (ma soprattutto di donne), a cui ci si riferisce con il termine di Marocchinate..
Nel 1998 la città ha ricevuto la medaglia d'argento al valore civile.

## Monumenti e luoghi d'interesse

### Architetture religiose
- Duomo di San Pietro. La facciata di questa cattedrale risale al XIII secolo ma insiste su preesistenze romane. Ospita, tra l'altro, il sepolcro del conte Cristoforo Caetani (secolo XV), una cattedra vescovile marmorea e un pulpito con mosaici cosmateschi del XIII secolo. Vi sono inoltre conservati un'interessante croce lignea dipinta (secolo XI) e i trittici dell'Annunciazione di Cristoforo Scacco e della Maestà con san Pietro e san Paolo e con il conte Onorato II Caetani di Antoniazzo Romano.
- Collegiata di Santa Maria Assunta - Santuario Madonna del Cielo, preceduta da un'ampia scalea che copre l'intera larghezza della facciata, è ornata da tre portali di cui quello centrale impreziosito da una lunetta sovrastata da un rosone. La chiesa, ricostruita ex novo dal conte Onorato II Caetani, è stata realizzata alla fine del Quattrocento con pianta a croce latina e a tre navate. Oltre agli altari rinascimentali, vi sono conservati un tabernacolo datato 1491 e la venerata statua lignea della Madonna del Cielo, opera di Aniello Stellato (1611). Il soffitto quattrocentesco a cassettoni, che ornava la navata centrale e il transetto, era opera di maestro Giacomo Pignetore.
- Abbazia di San Magno, riaperta nel 2007 dopo un lungo restauro, sita all'interno del parco naturale dei Monti Aurunci.
- Chiesa di Santa Maria del Soccorso
- Chiesa e convento di San Domenico
- Chiesa e convento di San Francesco
- Chiesa di San Martino
- Chiesa di San Paolo
- Santuario della Madonna della Rocca
- Santuario della Madonna del Cielo[15]
- Santuario di Santa Maria in piazza[16]
- Ex Convento e Chiesa di San Domenico (attualmente è adibita ad Auditorium Comunale)[17]
- Chiostro San Domenico (attualmente ospita la Chiesa di San Tommaso d'Aquino)[18]
- Chiesa di S. Maria Vallumana (o Romana)
- Chiesa di San Magno e Madonna degli Angeli (secolo XX)
- Ruderi della chiesa di Sant'Angelo "del Peschio"
- Ruderi della chiesa di S. Vennitto (S. Benedetto)
- Ruderi della chiesa rupestre di S. Pancrazio (con adiacente grotta-romitorio)
- Ruderi della chiesa di S. Antonio Abate (secolo XIV)
- Ruderi della chiesa di San Rocco XVI-XIX secolo, di patronato comunale, sui resti di un impianto termale romano annesso a una villa
- Resti della chiesa dell'Annunziata, vulgo S. Bartolomeo (secolo XIV), già di patronato comunale
- Chiesa della Regalità di Maria e San Pio X (sec. XX, contrada Salto Covino)
- Chiesa di San Raffaele Arcangelo e Maria Salute degli infermi (sec. XXI, contrada S. Raffaele)
- Chiesa di Sant'Antonio di Padova (sec. XX, contrada Querce)
- Monastero delle Benedettine
- Ex Chiesa di San Bartolomeo
- Chiesa di San Giovanni Gerosolimitano
- Ex Chiesa altomedievale del casale Mosillo[19]

### Architetture civili

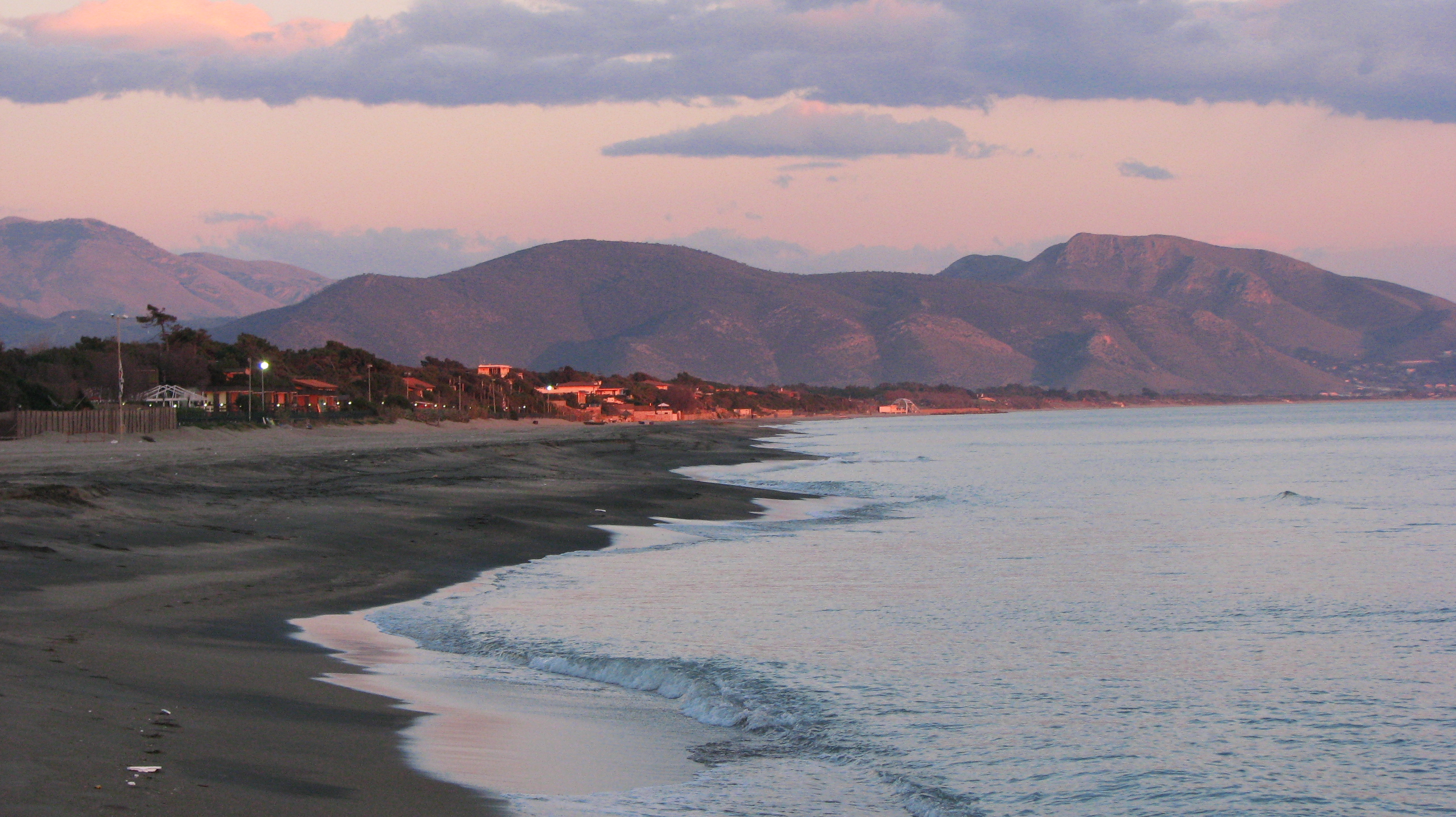
Spiaggia della frazione Salto di Fondi

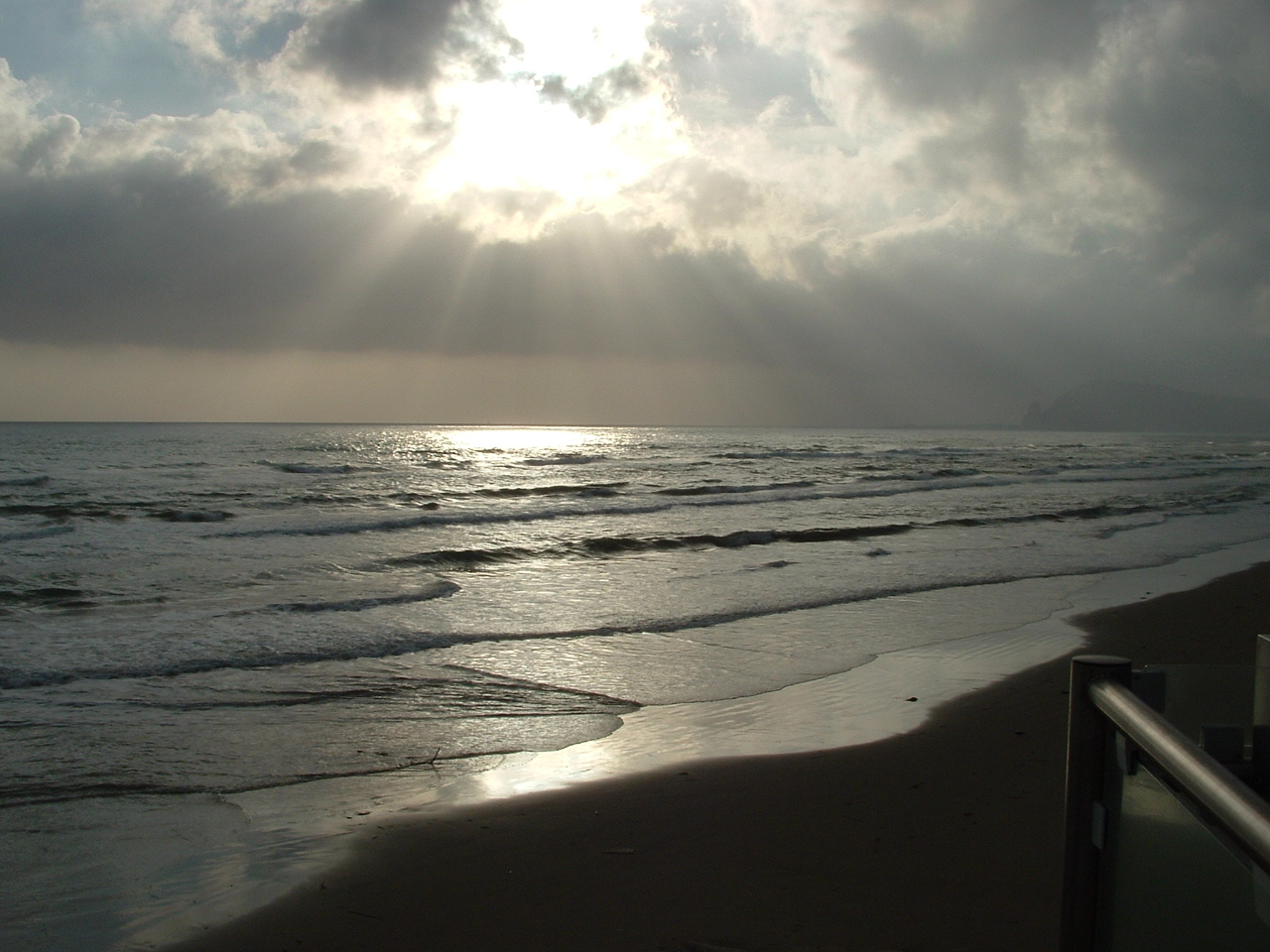
Spiaggia della frazione Selvavetere

- Centro storico. L'impianto del centro storico presenta il classico schema romano a due assi ortogonali (decumano e cardine), racchiuso in una cerchia quadrangolare di mura, di cui sono visibili ampi tratti in opus poligonale e in incertum, integrate da torri di epoca successiva. Il decumano principale coincide con il tratto urbano della via Appia, proveniente da Terracina e diretta a Itri, mentre l'antico foro è conservato dall'attuale piazza della Collegiata.
- Palazzo Caetani (o del Principe). Il Palazzo Caetani (o Palazzo del Principe), eretto nel XIV secolo e ristrutturato dal conte Onorato II tra il 1466 e il 1477, è opera di maestranze influenzate dallo stile dell'architetto catalano Matteo Forcimanya. I suoi portali, le finestre, il cortile e i loggiati costituiscono una interessante sintesi di elementi angioini, gotico-catalani e rinascimentali.
- "Casa degli spiriti" (sec. XVIII-XIX), sede del Museo ebraico.
- La Giudea, nel caratteristico quartiere storico dell'Olmo Perino, richiama la memoria di un'antica permanenza ebraica che sembra risalire a epoche remote.
- Villa Cantarano[20]
- Villa Placitelli[21]
- Casale Mosillo e Marrocco[22],dove in fuga delle leggi razziali, trovarono riparo Alberto Moravia ed Elsa Morante[23]

### Architetture militari
- Castello baronale, costruito su un tratto delle mura romane, è il frutto di vari interventi. Il torrione quadrato del "maschio", sormontato dalla quattrocentesca torre cilindrica che raggiunge i 31 metri, è divenuto il simbolo della città; fu costruito nel XII secolo dai Dell'Aquila. Accanto al "maschio" fu eretta dai Caetani nel XIV secolo la fortezza con le tre torri angolari merlate, che dal 1997 è la nuova sede del Museo civico fondato nel 1887.
- Cimitero Tedesco della II guerra mondiale, all'interno del cimitero comunale[12]
- Bunker II guerra mondiale[24], sulla spiaggia
- Castello delle Querce, del XIV secolo[25]

### Altro
- Fontana dell'arancio, nell'obelisco di piazza della Repubblica, scultura in pietra di Giuseppe (Peppino) Quinto.
- Fontana monumentale (sec. XIX), collocata fino al secondo dopoguerra in una piazzetta del centro storico, fu riallestita in piazza dell'Unità d'Italia su progetto dello scultore Giuseppe (Peppino) Quinto, autore anche della scultura in pietra Serenata a Giulia Gonzaga (1971), situata nella la vasca superiore e trafugata alla fine degli anni settanta.
- Monumento al ciclista Marco Pantani, rilievo scolpito su pietra da Salvatore Quinto (2022), in località "Crocette".
- Monumento ai caduti delle guerre[26]
- Monumento alle vittimi civili della seconda guerra mondiale[27]
- Targa '' Civico Giusto '' presso il casale dove si rifugiarono Alberto Moravia ed Elsa Morante , perseguitati dai nazifascisti[28][29]
- Antico Mulino[30]

### Siti archeologici
- Terme di Fondi, di epoca romana, in parte visibili nella piazza dell'Unità d'Italia
- Mura poligonali (IV secolo a.C.), in via Guglielmo Marconi, zona Porta Roma
- Portella (I secolo a.C.), in opus incertum, al termine di via Vitruvio Vacca
- Anfiteatro romano, venuto in parte alla luce nel 2021, lungo via Mola della Corte
- "Muro del Varronianum" (I secolo d.C.), in opus reticulatum, muro romano di confine di proprietà lungo la via Appia verso Itri. Fu restaurato agli inizi del Cinquecento dal cardinal Francesco Soderini, che lo riteneva pertinente a una villa dello scrittore Marco Terenzio Varrone; al suo intervento si attribuisce anche l'iscrizione in grandi lettere capitali incavate nel muro stesso[31]
- Villa romana. Sul litorale, in zona Sant'Anastasia, si trovano resti di una abitazione romana e dei suoi pavimenti a mosaico[32]
- Sito archeologico di Pianara sul Monte Pianara, dove sono stati ritrovati resti di un centro abitato di epoca pre-romana[33]
- via Appia antica, sito unesco[34]
- via Francigena antica[35]
- Tempio di Iside[36]
- Castrum Romano[37]
- via Flacca antica[38]
- Sepolcro romano di Gavio Nauta[39]
- Domus Romana, all'interno della chiesa di San Martino[40]

### Aree naturali
- Parco naturale dei Monti Aurunci
- Parco naturale regionale monti Ausoni e lago di Fondi
- Monumento naturale Mola della Corte-Settecannelle-Capodacqua
- Foresta e Sorgente Sant' Arcangelo[41]
- Dune e Spiagge di Capratica[42]
- Orto Botanico Sant'Arcangelo[43]
- lago Lungo
- lago di San Puoto

## Società

### Evoluzione demografica
Abitanti censiti

### Etnie e minoranze straniere
Secondo i dati ISTAT al 31 dicembre 2017 la popolazione straniera residente era di 3 772 persone, pari al 9,6% dei residenti. Le nazionalità più rappresentate erano:
- India: 1 158
- Albania: 826
- Romania: 646
- Pakistan: 317
- Ucraina: 99
- Marocco: 94
- Tunisia: 72
- Algeria: 44
- Cina: 43
- Nigeria: 43

### Religione

#### La comunità ebraica di Fondi
La presenza di una comunità ebraica a Fondi è attestata a partire dall'epoca romana fino alla metà del XVI secolo.
La presenza ebraica è documentata da due iscrizioni funerarie di epoca romana. Nel 1280 è nuovamente attestata da documenti di archivio: nel Trecento una delle attività principali degli ebrei di Fondi era la tintura dei panni; alla fine del secolo è documentata la residenza di un nucleo di ebrei nei pressi della chiesa di S. Maria Assunta, non lontano dalla piazza principale della città. Agli inizi del Cinquecento la comunità ebraica fondana contava 13 famiglie (circa 80 individui) che si ridussero a 3 famiglie nel 1511, anno del primo bando di espulsione degli ebrei dal Regno di Napoli. Prima della loro definitiva migrazione da Fondi (1541) gli ultimi ebrei fondani risiedettero nel quartiere detto Giudea, presso la piazza dell'Olmo Perino, che conserva ancora fino a oggi la sua struttura originaria.

### Tradizioni e folclore
- Festa patronale di sant'Onorato e fiera cittadina (10 ottobre)
- Festa di san Rocco (16 agosto)
- Festa della Madonna del Cielo (7 giugno)
- Riti della Settimana Santa: rievocazione dell'ingresso di Gesù a Gerusalemme, sacra rappresentazione della Passione (Domenica delle Palme); processione del Cristo morto e dell'Addolorata (Venerdì Santo)
- Processione con la venerata statua seicentesca della Madonna del Cielo, a cadenza venticinquennale (ultima nel 2004), in ricordo della liberazione della città dall'epidemia di colera del 1854 (10 settembre)
- Palio dell'Assunta (agosto, dal 2011)

## Cultura

### Istruzione

#### Musei
- Museo civico inaugurato nel 1877. Si tratta quindi del più antico museo della Provincia di Latina.
- Museo del Medioevo ebraico, inaugurato nel 2016 nella "Casa degli spiriti" adiacente al cortile della "Giudea". È l'unica struttura museale dedicata alla storia degli Ebrei in Provincia di Latina.
- Museo del neorealismo[47]

### Arte
Fondi compare, sia come citazione sia come luogo di svolgimento di alcune avventure, nel romanzo "La ciociara" di Alberto Moravia (1957).
Sono ambientati a Fondi due film di Giuseppe De Santis, Non c'è pace tra gli ulivi e Giorni d'amore.
Teatro
Teatro di Fondi
Anfiteatro
Auditorium
Biblioteca
Centro Multimediale

### Eventi
- Fiera agrozootecnica "Città di Fondi" (giugno, dal 2001)
- "Fondi Art Festival" (luglio, dal 1998)
- Festival internazionale del folklore "Città di Fondi" (agosto, dal 1986)
- Rassegna cinematografica "FondiFilmFestival" (estate, dal 2002)
- Premio nazionale di pittura "Città di Fondi" (settembre, dal 2001)
- Premio "Fondi la Pastora" per la letteratura drammatica (dal 1974)[senza fonte]

## Economia
Le favorevoli condizioni climatiche e l'abbondante irrigazione hanno favorito un'intensa vocazione agricola del territorio. L'economia locale è quindi fortemente legata alla produzione e alla distribuzione dei prodotti agricoli. La tradizionale destinazione del territorio ad agrumeto è stata soppiantata in anni più recenti da un'intensa coltivazione di ortaggi, primizie in serra e frutta di ogni tipo.
Fondi è sede del secondo centro di distribuzione agroalimentare all'ingrosso d'Europa (M.O.F.), secondo solo a quello di Parigi, che movimenta circa 1,15 milioni di tonnellate di prodotti ortofrutticoli all'anno.
Di seguito la tabella storica elaborata dall'Istat a tema Unità locali, intesa come numero di imprese attive, e addetti, intesi come numero addetti delle unità locali delle imprese attive (valori medi annui).
|        | 2015                  |                              |                            |                |                       |                     | 2014                  |                | 2013                  |                |
| ------ | --------------------- | ---------------------------- | -------------------------- | -------------- | --------------------- | ------------------- | --------------------- | -------------- | --------------------- | -------------- |
|        | Numero imprese attive | % provinciale Imprese attive | % regionale Imprese attive | Numero addetti | % provinciale addetti | % regionale addetti | Numero imprese attive | Numero addetti | Numero imprese attive | Numero addetti |
| Fondi  | 3 097                 | 7,88                         | 0,66                       | 7 935          | 6,49                  | 0,5                 | 3 143                 | 7 945          | 3 141                 | 8 064          |
| Latina | 39 304                |                              | 8,43                       | 122 198        |                       | 7,75                | 39 446                | 120 897        | 39 915                | 123 310        |
| Lazio  | 455 591               |                              |                            | 1 539 359      |                       |                     | 457 686               | 1 510 459      | 464 094               | 1 525 471      |

Nel 2015 le 3 097 imprese operanti nel territorio comunale, che rappresentavano il 7,88% del totale provinciale (39 304 imprese attive), hanno occupato 7 935 addetti, il 6,49% del dato provinciale (122 198 addetti); in media, ogni impresa nel 2015 ha occupato due persone (2,56).
Le condizioni climatiche hanno favorito il comparto caseario con la produzione della mozzarella con latte di bufala.
Nel periodo estivo il territorio ,oltre alla pesca , usufruisce del litorale ecosostenibile con le sue dune e spiagge

## Infrastrutture e trasporti

### Strade
Il comune è attraversato dalla SS7 Via Appia e dalla SS637 Fondi-Lenola. È servito, nella parte costiera, dalla SR213 Flacca che collega la città di Terracina con la città di Formia.

### Ferrovie
Fondi è sede di una stazione ferroviaria denominata “Fondi-Sperlonga”, situata lungo la linea ferrovia Roma-Formia-Napoli.
Campo Volo
Fondi è sede di un campo volo per ultra leggeri
Canale San Anastasia
approdi per 50 posti barca

## Amministrazione
Nel 1927 passa dalla provincia di Caserta alla provincia di Roma; nel 1934 passa alla nuova provincia di Littoria, costituita dal governo fascista dell'epoca.

### Richiesta di scioglimento del consiglio comunale (2008)
L'8 settembre 2008 il prefetto di Latina Bruno Frattasi chiese al Ministero dell'Interno, ai sensi della legge contro le infiltrazioni mafiose negli enti locali, lo scioglimento del consiglio comunale di Fondi e il commissariamento del Comune. Secondo la relazione della prefettura, sussistevano chiare connessioni tra «soggetti legati per via parentale anche a figure di vertice del comune di Fondi» e alcuni i membri di organizzazioni di stampo mafioso legate a Cosa nostra, alla 'ndrangheta e al clan dei Casalesi: tali connessioni erano alla base «dell'inosservanza sistematica della normativa antimafia» da parte dell'amministrazione comunale e «dell'agevolazione di interessi economici di elementi contigui alla criminalità organizzata», anche se tali circostanze non furono mai riscontrate e confermate da atti giudiziari. Per mesi il governo non diede esecuzione alla richiesta, nonostante le numerose inchieste giornalistiche e le interrogazioni parlamentari presentate dai partiti di opposizione. Nell'agosto 2009 il presidente del consiglio Silvio Berlusconi dichiarò che l'assenza di inchieste a carico di membri della giunta o del consiglio comunale faceva ritenere inopportuno al governo il decreto di scioglimento.
Solo il 2 ottobre 2009, dopo decine di rinvii della decisione da parte del Consiglio dei Ministri, il sindaco Luigi Parisella e i consiglieri di maggioranza presentarono autonomamente le loro dimissioni vista l'impasse del Governo.
| Periodo           | Periodo           | Primo cittadino      | Partito                              | Carica                    | Note   |
| ----------------- | ----------------- | -------------------- | ------------------------------------ | ------------------------- | ------ |
| 12 novembre 1988  | 9 luglio 1990     | Onorato Mazzarrino   | Partito Socialista Italiano          | sindaco                   |        |
| 9 luglio 1990     | 21 maggio 1991    | Bruno Di Manno       | Democrazia Cristiana                 | sindaco                   |        |
| 21 maggio 1991    | 15 luglio 1994    | Arcangelo Rotunno    | Partito Democratico della Sinistra   | sindaco                   | [ 61 ] |
| 15 luglio 1994    | 20 novembre 1994  | Antonio Reppucci     |                                      | commissario straordinario |        |
| 20 novembre 1994  | 29 novembre 1998  | Onoratino Orticello  | Alleanza Nazionale                   | sindaco                   |        |
| 29 novembre 1998  | 1º luglio 2000    | Onoratino Orticello  | Forza Italia                         | sindaco                   | [ 62 ] |
| 1º luglio 2000    | 13 maggio 2001    | Angelo Di Caprio     |                                      | commissario straordinario |        |
| 13 maggio 2001    | 29 maggio 2006    | Luigi Parisella      | Lista civica di centro-destra        | sindaco                   |        |
| 29 maggio 2006    | 5 ottobre 2009    | Luigi Parisella      | Lista civica di centro-destra        | sindaco                   | [ 62 ] |
| 5 ottobre 2009    | 29 marzo 2010     | Guido Nardone        |                                      | commissario straordinario |        |
| 29 marzo 2010     | 31 maggio 2015    | Salvatore De Meo     | Il Popolo della Libertà Forza Italia | sindaco                   |        |
| 31 maggio 2015    | 21 settembre 2020 | Salvatore De Meo     | Forza Italia                         | sindaco                   |        |
| 21 settembre 2020 | in carica         | Beniamino Maschietto | Forza Italia                         | sindaco                   |        |

### Gemellaggi
- Dachau[senza fonte]
- Wodzisław Śląski[senza fonte]
- Mangalia[senza fonte]

### Altre informazioni amministrative
- Fa parte della Comunità montana degli Aurunci e Ausoni, del Parco Naturale Regionale dei Monti Aurunci e del Parco naturale regionale monti Ausoni e lago di Fondi

## Sport

### Calcio
Nel comune ha sede la società di calcio: A.S.D. Fondi Calcio che milita in 1ª Categoria. I colori sociali sono il rosso e il blu, gioca le partite casalinghe nello Stadio "Domenico Purificato". La seconda squadra perlopiù provinciale e a livello giovanile del comune è lo Sport Village Fondi.

### Calcio a 5
- Sono inoltre presenti le seguenti società di calcio a 5: Virtus Fondi e Gymnastic Studio, in serie B.
- Futsal Basic Academy, in serie D per la maschile e con una squadra nazionale femminile U19
- Vis Fondi che nel 2019-20 milita nel campionato femminile di serie A2.[63]

### Pallacanestro
- Virtus Fondi che, nel campionato 2019-2020, milita nel campionato maschile di Serie C Gold.[64]

### Pallamano
- HC Banca Popolare di Fondi che nel 2019-2020 milita nel campionato maschile di serie A.[65]
- HC Fondi Femminile che nel 2019-2020 milita nel campionato femminile di serie A2.[66]

Pallanuoto
Sport Village
Pallavolo
Pallavolo Fondi, serie D femminile